# Tres Aguas
Tres Aguas är en ort i Mexiko.   Den ligger i kommunen Coscomatepec och delstaten Veracruz, i den sydöstra delen av landet, 220 km öster om huvudstaden Mexico City. Tres Aguas ligger 1 700 meter över havet och antalet invånare är 514.
Terrängen runt Tres Aguas är lite bergig, och sluttar österut. Runt Tres Aguas är det tätbefolkat, med 276 invånare per kvadratkilometer. Närmaste större samhälle är Huatusco de Chicuellar, 9,0 km öster om Tres Aguas. I omgivningarna runt Tres Aguas växer i huvudsak städsegrön lövskog.